# Artículo Uno
Artículo Uno (en italiano: Articolo Uno, abreviado Art.1 o Art.Uno) fue un partido político socialdemócrata de Italia, formado por una división de izquierda del Partido Democrático (PD) en febrero de 2017.
Inicialmente era conocido como Artículo 1 - Movimiento Demócrata y Progresista - (en italiano: Articolo 1 – Movimento Democratico e Progressista, abreviado MDP), La mayoría de sus miembros principales estaban anteriormente afiliados a Demócratas de Izquierda (DS).

## Historia
La división, encabezada por Enrico Rossi y Roberto Speranza, fue respaldada por los exlíderes del DS o de su sucesor PD Massimo D'Alema, Pier Luigi Bersani y Guglielmo Epifani. El grupo también fue acompañado por un grupo escindido de Izquierda Italiana (SI) encabezado por Arturo Scotto, una vez miembro del DS, y Massimiliano Smeriglio, que, como la mayoría de los miembros de SI, provenía del Partido de la Refundación Comunista (PRC); ambos fueron más tarde involucrados en Izquierda Ecología Libertad (SEL). Los escindidos de SI parecían inicialmente interesados en colaborar con el Campo Progresista, un partido político lanzado por Giuliano Pisapia, para formar junto a otros partidos de centro-izquierda una nueva entidad política unitaria: Insieme. Sin embargo, esta experiencia no tuvo éxito.
El 3 de diciembre de 2017, el MDP formó junto a los partidos Izquierda Italiana y Posible la coalición Libres e Iguales, que compitió en las elecciones generales del 4 de marzo de 2018, obteniendo el 3,4% de los votos y logrando elegir a 14 diputados y 4 senadores, la mayoría de los cuales son miembros de Artículo Uno. En junio de 2023, el partido se unió al Partido Democrático.